# Otto Hahn
Otto Hahn (Francoforte sul Meno, 8 marzo 1879 – Gottinga, 28 luglio 1968) è stato un chimico e fisico tedesco, scopritore del radiotorio (1905), radioattinio (1906), mesotorio I (1907), mesotorio II (1907), ionio (1907), del cosiddetto "rinculo radioattivo" (1908-09), del protoattinio (1917), dell'isomeria nucleare (uranio Z) (1921) e della fissione nucleare dell'uranio e del torio (1938), quest'ultima in collaborazione col suo assistente Fritz Strassmann. Nel 1945 ottenne il premio Nobel per la chimica (dell'anno 1944).
È stato uno dei più celebri e significativi chimici e fisici della storia e fu definito il padre della chimica nucleare da Glenn T. Seaborg, nonché il fondatore dell'era atomica.
Otto Hahn, direttore dell'Istituto Kaiser Wilhelm di chimica a Berlino dal 1928 al 1946, fu sempre un fermo oppositore della dittatura nazista e riuscì ad aiutare, proteggere o salvare vari colleghi ebrei e membri perseguitati dell'Istituto. Dopo la seconda guerra mondiale, come fondatore e primo presidente della Società Max Planck, fu in prima linea nella riorganizzazione della ricerca tedesca e prese decisamente posizione contro l'uso dell'energia nucleare per fini militari. Così fu l'iniziatore di numerose dichiarazioni contro il pericolo delle armi atomiche e di un inquinamento radioattivo della Terra.

## Biografia

### La giovinezza
Otto Hahn nacque l'8 marzo 1879 a Francoforte sul Meno, ultimo figlio dell'imprenditore vetraio Heinrich Hahn (1845-1922) e di Charlotte Hahn nata Giese (1845-1905). Ebbe un'infanzia felice e protetta nell'ambito della famiglia, con i fratelli Karl, Heiner e Julius. Era quindicenne quando incominciò a mostrare grande interesse per la chimica e a svolgere semplici esperimenti nel lavabo della cucina. Il padre, che per le sue idee innovative, l'impegno e l'attitudine al risparmio era diventato benestante e aveva costruito o acquistato diverse case, sia per commercio che per abitazione, avrebbe voluto che Otto Hahn diventasse architetto. Ma dovette convincersi che suo figlio intendeva invece intraprendere la carriera del chimico industriale.

### Gli studi

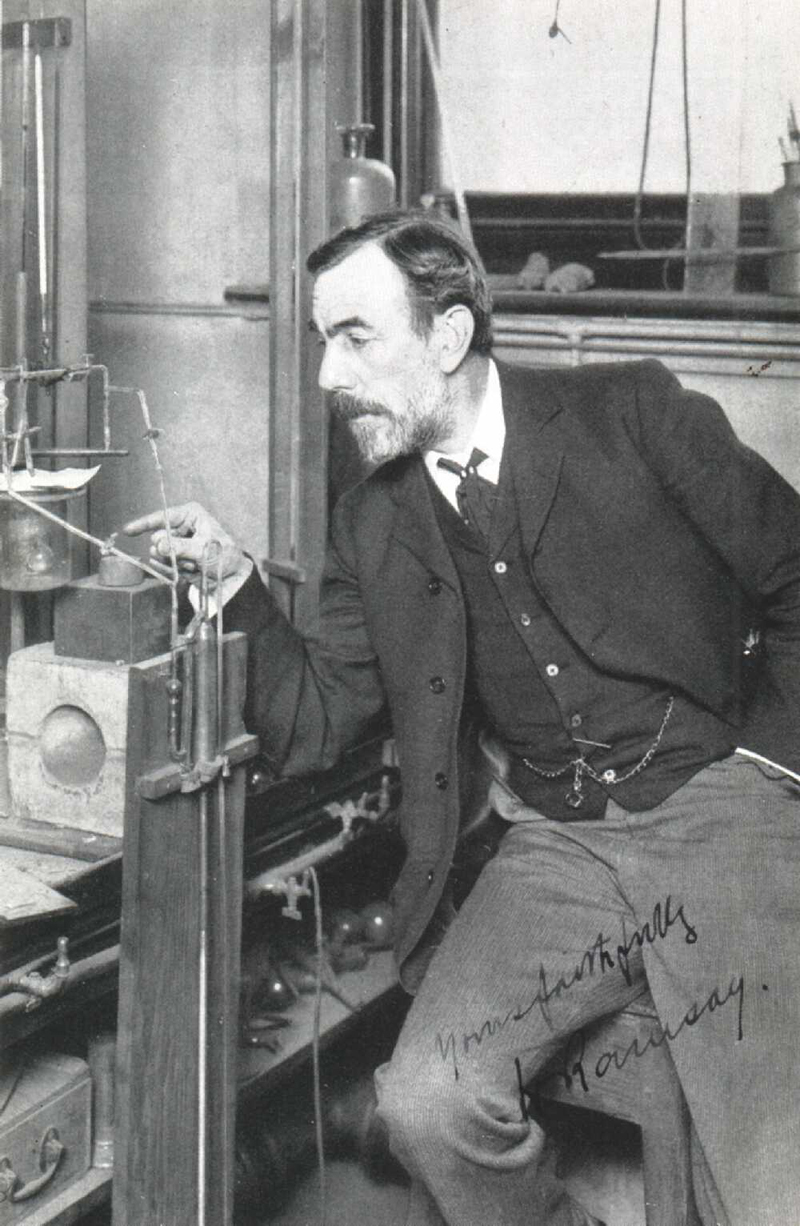
Sir William Ramsay nel University College, Londra, 1904

Dopo la maturità alla Klinger-Oberrealschule di Francoforte sul Meno, nel 1897 Hahn iniziò gli studi di chimica e mineralogia presso l'Università di Marburgo (con fisica e filosofia come materie complementari). Qui si iscrisse all'Unione degli studenti di scienze naturali e di medicina di Marburgo, un'associazione studentesca precorritrice dell'attuale Landsmannschaft Nibelungia. Il terzo e il quarto semestre li trascorse all'Università di Monaco, presso Adolf von Baeyer. Hahn si laureò a Marburgo con una tesi "Sui bromoderivati dell'isoeugenolo", un tema della chimica organica classica. Dopo il suo anno di servizio militare, il giovane chimico restò ancora per due anni presso l'Università di Marburgo, in qualità di assistente del professor Theodor Zincke.

### Primi successi a Londra e Montréal (1904-1906)
Hahn aspirava ad un'attività nell'industria. Per questo motivo, e per migliorare la sua conoscenza dell'inglese, si trasferì nel 1904 all'University College di Londra, dove divenne collaboratore di Sir William Ramsay, famoso scopritore dei gas nobili. Qui Hahn si occupò della radiochimica, un campo a quel tempo ancora giovane. Occupandosi dei sali
dell'elemento radio, nel 1905 Hahn scoprì il cosiddetto radiotorio (torio 228), che secondo le interpretazioni dell'epoca era un nuovo elemento chimico radioattivo (in realtà si trattava di un isotopo allora ancora sconosciuto del già noto elemento torio. I concetti di isotopia e di "isotopo" vennero tuttavia coniati soltanto nel 1913 da Frederick Soddy).
Nell'autunno del 1905 Hahn si trasferì all'Università McGill di Montréal, in Canada, allo scopo di approfondire le sue conoscenze presso Sir Ernest Rutherford. Qui scoprì gli elementi chimici radioattivi torio C, radio D e radioattinio (così indicati secondo la terminologia di allora).

## Le ricerche a Berlino (1906-1938)

### La scoperta del mesotorio I (radio 228)
Nell'estate 1906 fece ritorno in Germania e divenne collaboratore di Emil Fischer presso l'Università di Berlino, che gli mise a disposizione una "ex-falegnameria" nell'Istituto di Chimica come laboratorio personale. Qui Hahn scoprì, nel giro di qualche mese, con apparecchiature assolutamente rudimentali, il mesotorio I, il mesotorio II e, in modo indipendente dall'analoga scoperta di Boltwood, lo ionio, sostanza madre del radio. Il mesotorio I (radio 228) negli anni successivi assunse grande importanza, in quanto, similmente al radio 226 di Madame Curie, si prestava straordinariamente in medicina alla radioterapia, con il grande vantaggio che la sua produzione costava la metà. (Per la sua scoperta del mesotorio I, Otto Hahn venne proposto per la prima volta nel 1914, da Adolf von Baeyer, per il premio Nobel per la chimica).

### La scoperta del rinculo radioattivo
Nel giugno 1907 si abilitò presso l'Università di Berlino. Il 28 settembre 1907, una data che può dirsi storica nella storia della ricerca atomica, conobbe la fisica Lise Meitner, che si era trasferita da Vienna a Berlino. Qui ebbe inizio la collaborazione trentennale e una profonda amicizia tra i due scienziati che doveva durare una vita. Dopo che il rinculo radioattivo era stato già osservato per la prima volta nel 1904 dalla fisica Harriet Brooks, ma interpretato erroneamente, nel 1909 Otto Hahn riuscì a provare il rinculo nella trasformazione dei raggi alfa e ad interpretarlo correttamente. Il fisico Walther Gerlach la definì
In seguito, con il nuovo "metodo del rinculo" da essi sviluppato, Hahn e la Meitner scoprirono diverse nuove sostanze radioattive.
Nel 1910 Hahn venne nominato professore e nel 1912 gli fu affidato il reparto della ricerca radioattiva presso il Kaiser Wilhelm Institut für Chemie di Berlin-Dahlem (oggi, Edificio Otto Hahn Università libera di Berlino, Thielallee 63). Dal 1928 al 1946 successe ad Alfred Stock come Direttore del Kaiser Wilhelm Institut per la Chimica. Già nel 1924 Hahn era stato nominato membro ordinario dell'Accademia Prussiana delle Scienze di Berlino (su proposta di Albert Einstein, Haber, Planck, Schlenk e von Laue).

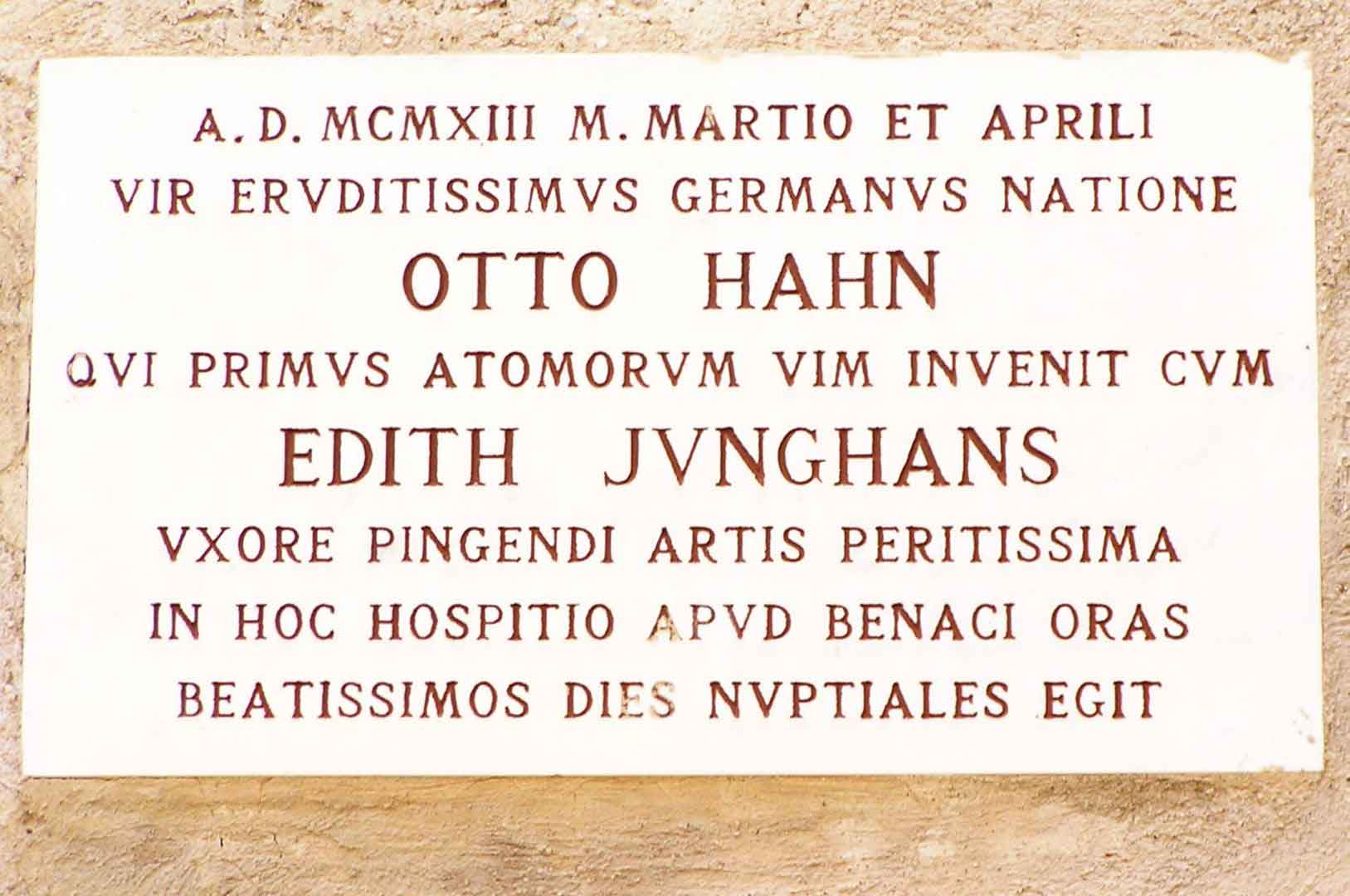
Lapide di marmo (testo di Massimo Ragnolini) commemorando il viaggio di nozze di Otto Hahn e Edith Junghans a Punta San Vigilio (Lago di Garda), inaugurata dal Conte Guglielmo Guarienti di Brenzone nel 1983.

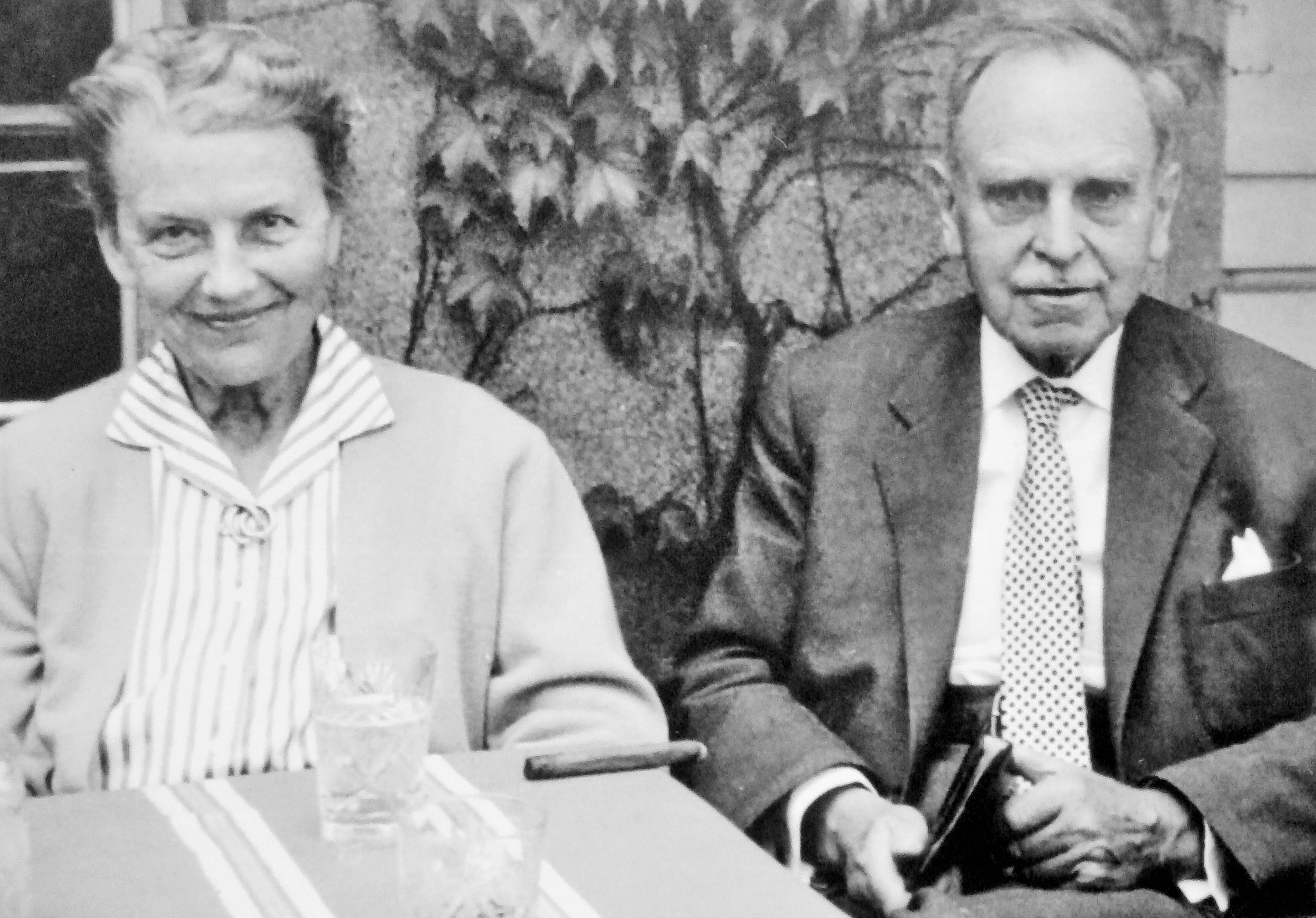
Edith e Otto Hahn nel 1959.

### Matrimonio con Edith Junghans
Nel giugno 1911, in occasione di una conferenza che si tenne a Stettino, conobbe la studentessa di arte Edith Junghans, nata nel 1887. Si sposarono il 22 marzo 1913 a Stettino, città natale di Edith, dove il padre, giudice Paul Junghans, fu presidente del parlamento cittadino fino alla morte prematura, nel 1915. Dalla loro unione nacque, nel 1922, il loro unico figlio Hanno, che diventò storico dell'arte e studioso di architettura (presso la Bibliotheca Hertziana di Roma) e che morì nel 1960 con la moglie e assistente Ilse Hahn, in un incidente stradale, durante un viaggio di studio in Francia, lasciando un figlio quattordicenne, Dietrich. (Nel 1990, a ricordo di Hanno e Ilse Hahn e per l'incoraggiamento di giovani e dotati storici dell'arte, venne istituito il "Premio Hanno e Ilse Hahn per meriti eccezionali nel campo della storia dell'arte italiana". Il premio viene assegnato ogni due anni dal curatorio della Biblioteca Hertziana a Roma).

### Le scoperte del protoattinio e dell'isomeria nucleare
Durante la prima guerra mondiale Hahn andò militare e venne assegnato all'unità speciale per la guerra chimica, comandata da Fritz Haber. Compito di questa unità era di sviluppare, testare e produrre gas tossici per fini bellici. Dal dicembre 1916, quindi ancora durante la guerra, Hahn venne trasferito nuovamente a Berlino, dove riprese il suo lavoro presso l'Istituto. Nel 1917-18 isolò, assieme a Lise Meitner, un elemento radioattivo di lunga vita: chiamarono questo elemento proto-attinio. Nel 1913 Fajans e Göhring avevano isolato dall'uranio un'attività di breve vita (UX2) e all'elemento avevano dato il nome di brevium. Ambedue le attività sono isotopi diversi del medesimo elemento n.91, che nel 1949 la IUPAC chiamò protoattinio e confermò Hahn e Meitner definitivamente come scopritori.
Nel febbraio del 1921 Otto Hahn pubblicò la prima comunicazione della sua scoperta dell'"uranio Z". Si trattava della scoperta dell'isomeria nucleare, che Walther Gerlach ha descritto come
dato che soltanto nel 1936 Carl Friedrich von Weizsäcker riuscì a spiegare il fenomeno dell'isomeria nucleare in modo
teorico. Anche per questa scoperta, il cui pieno significato furono in pochi a riconoscere, Hahn venne proposto, fra gli altri anche da Max Planck, nel 1923, per il premio Nobel per la chimica.

### Radiochimica applicata
Negli anni venti Otto Hahn diede vita ad una nuova attività lavorativa: con il nuovo "metodo dell'emanazione" da lui sviluppato e con il "potere di emanazione" fondò la cosiddetta "radiochimica applicata" per lo studio dei problemi di carattere chimico e chimico-fisici. Applied Radiochemistry è il titolo del suo libro, apparso in inglese (e più tardi in lingua russa), che contiene le lezioni da lui tenute nel 1933 come professore ospite presso la Cornell University di Ithaca, New York, (USA). Glenn Theodore Seaborg, co-scopritore di dieci elementi transuranici e poi presidente della Commissione per l'energia atomica degli Stati Uniti d'America, così scrisse nel 1966:

## La scoperta della fissione nucleare (1938)
Assieme a Lise Meitner ed al suo assistente Fritz Strassmann, Hahn portò avanti i lavori di ricerca che erano stati iniziati, nel 1934, dal fisico italiano Enrico Fermi con il bombardamento dell'uranio con neutroni. Fino al 1938, tutti gli scienziati ritenevano che gli elementi con numero ordinale superiore al 92 (i cosiddetti transuranici) avessero origine bombardando degli atomi di uranio con neutroni. 
Fece eccezione la chimica Ida Noddack . Anticipò il cambiamento del paradigma del 1938/39 quando, in Chimica Applicata, anno 47 (1934), affermò:
«Si potrebbe ipotizzare che bombardando nuclei pesanti con neutroni, questi nuclei si suddividono in parecchi frammenti più grandi, che sono, è vero, isotopi di elementi noti, ma non sono vicini degli elementi irradiati». Ma nessun fisico prese veramente sul serio e verificò l'ipotesi della Noddack, neanche la stessa Ida Noddack. Il decadimento di nuclei pesanti in elementi più leggeri veniva considerato come teoria completamente inammissibile e sperimentalmente irrealizzabile.

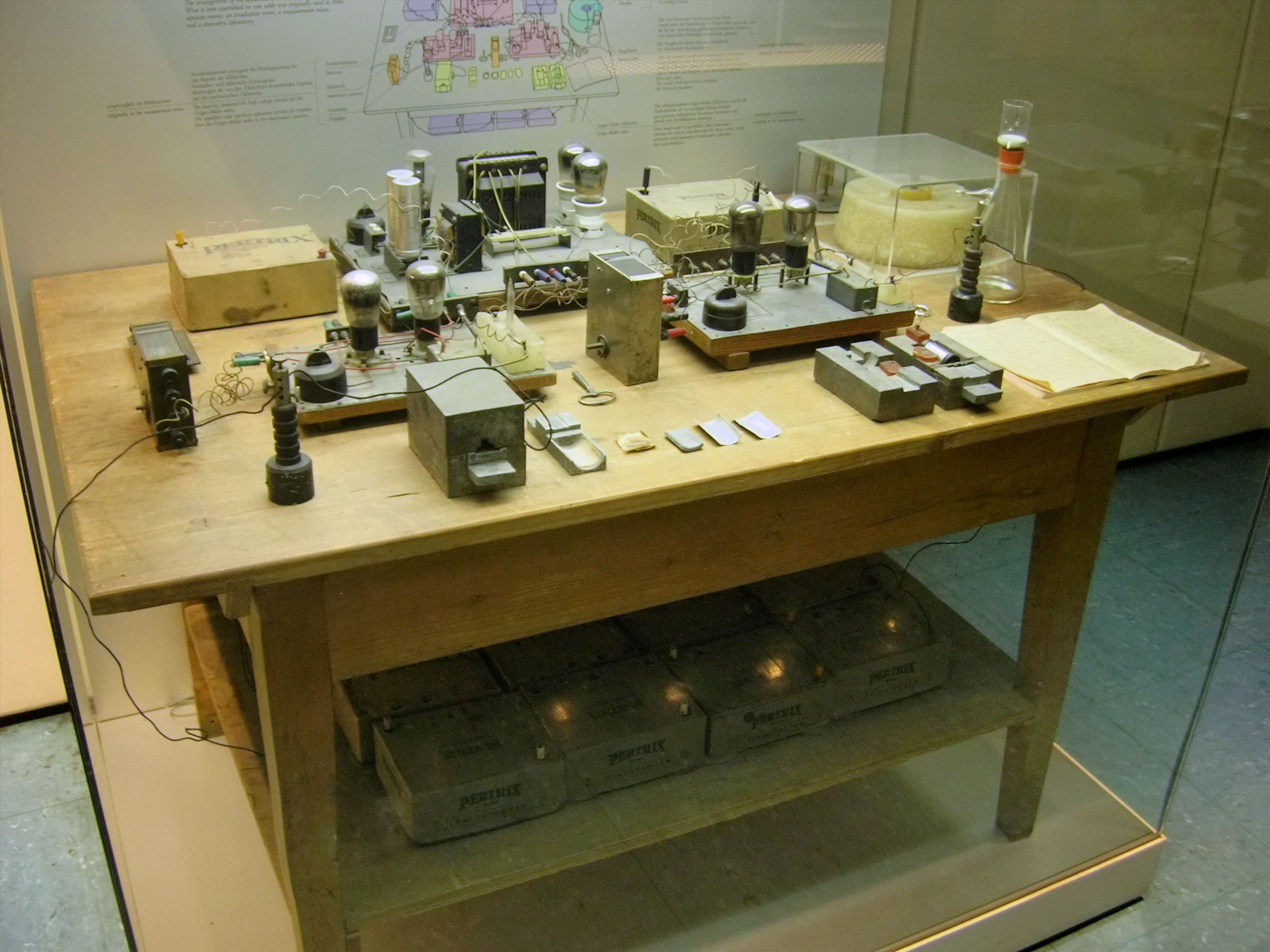
Apparecchi sperimentali usati per la scoperta della fissione nucleare. Oggi nel Deutsches Museum a Monaco

Il 13 luglio 1938 Lise Meitner emigrò illegalmente in Svezia con l'aiuto di Hahn, passando per i Paesi Bassi, in quanto a seguito dell'annessione dell'Austria alla Germania nazista, nel marzo 1938, aveva perduto la sua cittadinanza austriaca e come ebrea era particolarmente in pericolo. Quando, nel dicembre 1938, Otto Hahn e Fritz Strassmann cercarono dei transuranici in un campione di uranio bombardato con neutroni, trovarono tracce dell'elemento bario. Come prova venne impiegato un sale di bario organico del chimico ebreo Wilhelm Traube, cui più tardi Hahn cercò invano di evitare l'arresto e l'assassinio. Sulla base dell'esperimento decisivo del 17 dicembre 1938 (il famoso "frazionamento radio-bario-mesotorio"), Otto Hahn concluse che si trattava di una "esplosione" del nucleo di uranio in nuclei atomici di medio peso. Veniva così scoperta la fissione nucleare dell'uranio.
I risultati radiochimici ottenuti da Hahn e Strassmann vennero pubblicati sulla rivista Die Naturwissenschaften del 6 gennaio 1939 ed erano la prova irrefutabile (confermata dai calcoli relativi alle energie interessate alla reazione) che l'uranio era stato scisso in frammenti più piccoli, costituiti da elementi più leggeri. Poco tempo dopo, l'11 febbraio 1939 - Otto Hahn aveva prima di tutto informato per lettera la stimata collega Lise Meitner dei suoi esperimenti chimici - Lise Meitner e suo nipote Otto Robert Frisch, anch'egli intanto emigrato in Svezia, pubblicarono una prima spiegazione teorico-fisica della fissione nucleare sulla rivista inglese Nature. Frisch coniò in quell'occasione il concetto nuclear fission, che in seguito venne riconosciuto internazionalmente.
Più tardi Lise Meitner scrive le seguenti parole di apprezzamento:
E in un'intervista alla televisione tedesca (ARD, 8 marzo 1959) aggiunge:
E Fritz Strassmann precisò:
Durante la guerra Otto Hahn, con i suoi collaboratori Hans Joachim Born, Siegfried Flügge, Hans Götte, Walter Seelmann-Eggebert e Fritz Strassmann, lavorò sulle reazioni della fissione dell'uranio e produsse una lista dei 25 elementi e circa 100 isotopi verificati. Con il suo stile risoluto, Otto Hahn, che era sempre stato un fermo oppositore della dittatura nazista, riuscì, con sua moglie Edith, ad aiutare numerosi membri dell'Istituto in pericolo o perseguitati e ad intervenire coraggiosamente per proteggerli dall'invio al fronte o persino dalla deportazione. Già all'inizio del 1934 si era dimesso dal corpo insegnante dell'Università di Berlino, per protesta contro il licenziamento di colleghi ebrei, in particolare di Lise Meitner, James Franck e Fritz Haber.
Alla fine della guerra, nel 1945, Otto Hahn venne arrestato dall'unità speciale degli alleati ALSOS a Tailfingen (oggi Albstadt) e, con nove fisici tedeschi (fra cui Max von Laue, Walther Gerlach, Werner Karl Heisenberg e Carl Friedrich von Weizsäcker), fu internato nei pressi di Cambridge (a Farm Hall), in Inghilterra. Qui gli scienziati tedeschi appresero del lancio delle bombe atomiche su Hiroshima e Nagasaki. Otto Hahn era sull'orlo della totale disperazione: come scopritore della fissione nucleare si sentiva corresponsabile della morte e della sofferenza di centinaia di migliaia di giapponesi innocenti. All'inizio di gennaio del 1946 il gruppo di scienziati poté far ritorno in Germania.

### Il Premio Nobel per la Chimica

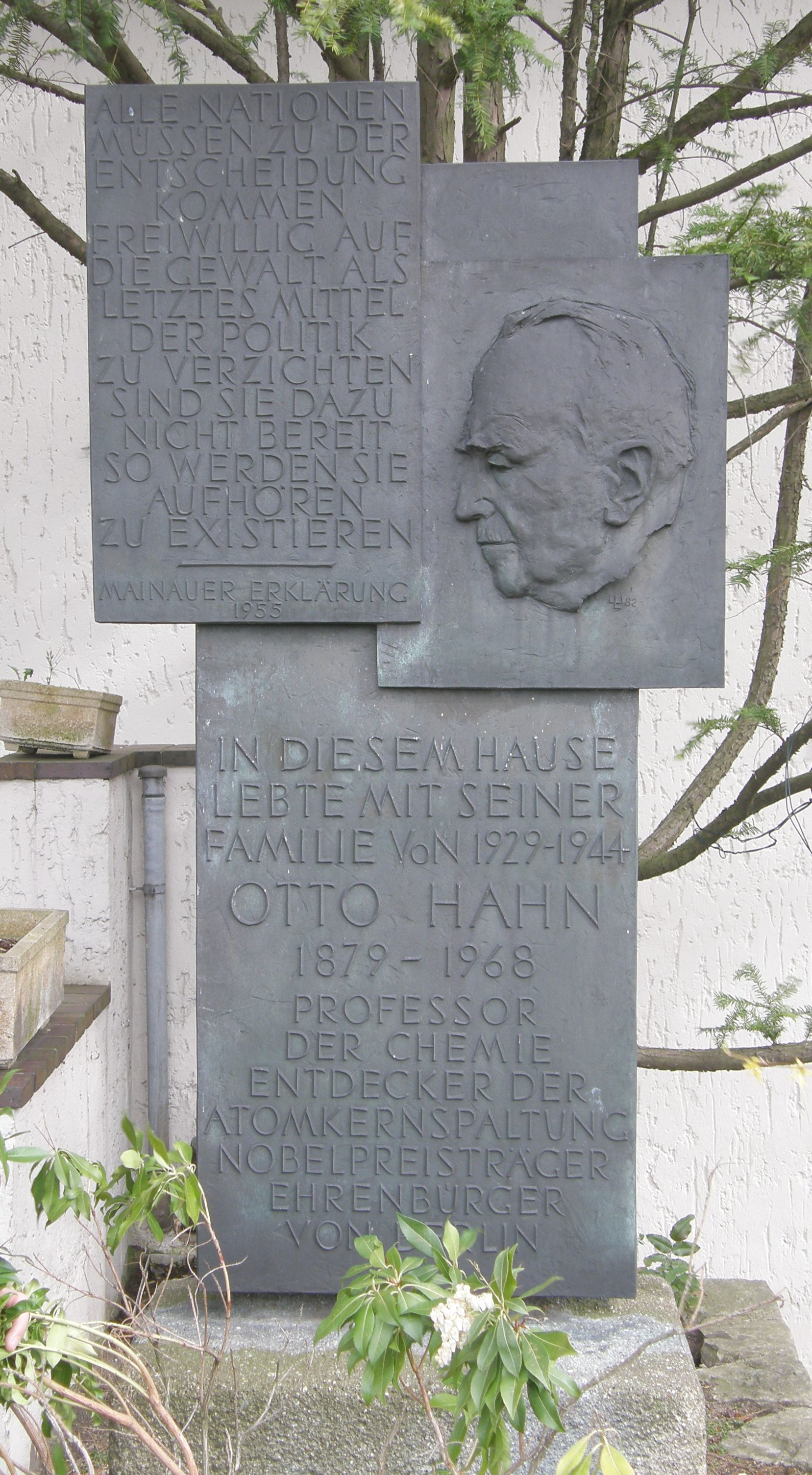
Monumento a Berlino-Dahlem, Piazza Otto Hahn

Nel 1945 l'Accademia reale svedese delle scienze assegnò ad Hahn il Premio Nobel per la chimica 1944 (secondo la motivazione ufficiale, «...per la sua scoperta della fissione di atomi nucleari pesanti»). Hahn non poté ritirare personalmente il premio in quanto ancora detenuto con altri fisici tedeschi in Gran Bretagna. Poiché nel dicembre 1945 era ancora internato in Inghilterra, il premio Nobel gli poté essere consegnato dal re Gustavo V di Svezia a Stoccolma soltanto il 10 dicembre 1946.
Lise Meitner, nel novembre 1945, scrive ad un'amica:
E Carl Friedrich von Weizsäcker, l'assistente di Lise Meitner, aggiunse più tardi:

## Fondatore e presidente della Società Max Planck
Dal 1948 al 1960 Hahn fu fondatore e presidente della nuova Società Max Planck per la Promozione delle Scienze, che attraverso la sua opera e la sua personalità di fama mondiale recuperò il prestigio della ex Kaiser Wilhelm Gesellschaft. Subito dopo la seconda guerra mondiale, impressionato dal lancio delle bombe atomiche su Hiroshima e Nagasaki, Hahn prese decisamente posizione contro l'uso dell'energia nucleare per fini
militari. Vedeva questo tipo di impiego delle sue conoscenze scientifiche come un abuso e persino come un crimine.

### Pacifista attivo
Così fu, tra l'altro, l'iniziatore della Dichiarazione di Mainau del 1955 e del 1956 con la quale numerosi premi Nobel richiamavano l'attenzione sul pericolo delle armi atomiche e ammonivano con forza gli Stati del mondo contro l'uso della "violenza come ultima risorsa della politica".
Inoltre fu un co-iniziatore e fece parte dei tre redattori del Manifesto di Gottinga, con la quale nel 1957, insieme a 17 scienziati di primo piano dell'energia atomica della Germania occidentale, prese posizione contro il riarmo atomico del esercito tedesco, la Bundeswehr.
Nel gennaio 1958, insieme col suo amico Albert Schweitzer Hahn firmò l'Appello Pauling alle Nazioni Unite per «...la conclusione immediata di un accordo internazionale per la cessazione a livello mondiale degli esperimenti nucleari» e in ottobre a New York, insieme, fra gli altri, con Clement Attlee, Edgar Faure e Tetsu Katayama  «...l'accordo per la convocazione di un'assemblea per la redazione di una costituzione mondiale».
Fino alla sua morte non si stancò di mettere in guardia insistentemente contro i pericoli della corsa agli armamenti nucleari delle grandi potenze e di un inquinamento radioattivo della terra.
Dal 1957 Otto Hahn venne più volte proposto, da parte di organizzazioni internazionali, per il Premio Nobel per la pace (fra gli altri anche da parte del più grande sindacato francese, la Confédération générale du travail (CGT). Linus Pauling, premio Nobel per la pace 1962, una volta indicò Otto Hahn (certamente non senza fondamento) come "uno dei miei modelli".

### Viaggio in Israele (1959)
Nel novembre 1959 Otto Hahn si recò per la prima volta in missione ufficiale in Israele. Con una delegazione della Società Max Planck, della quale facevano parte il biochimico Feodor Lynen, il fisico nucleare Wolfgang Gentner e il figlio dello stesso Hahn, Hanno Hahn, in rappresentanza delle scienze storiche, visitò l'Istituto Weizmann per le Scienze, al fine di stabilire i primi contatti scientifici con i colleghi israeliani, fra i quali vi erano personalità come Abba Eban, allora presidente dell'Istituto e poi ministro degli esteri, nonché i professori Yigael Yadin, Giulio Racah e Yehuda Hirshberg dell'Università Ebraica di Gerusalemme. Per l'occasione, Vera Weizmann, vedova di Chaim Weizmann, fondatore dello Stato d'Israele e primo Presidente, diede a Rehovot un pranzo ed un ricevimento in onore di Otto Hahn, che tenne un discorso degno di attenzione. Questa apparizione di Otto Hahn e della sua delegazione sei anni prima che fossero stabiliti rapporti diplomatici, segnò una svolta nelle relazioni tra Israele e la Germania e contribuì in sostanza al superamento dei profondi solchi esistenti tra i due Paesi, prodotti dall'olocausto e dai crimini nazisti. Dal 1989 questo viaggio è stato apprezzato in diverse occasioni celebrative, sia in Israele che in Germania, come "evento storico" - sia in presenza dell'allora Presidente Federale Richard von Weizsäcker che del Presidente dell'Istituto Weizmann Haim Harari.

### Sudafrica
Nel 1965 Otto Hahn rifiutò l'invito del governo sudafricano di Verwoerd ad inaugurare il primo Centro di Ricerca Nucleare del Paese e il primo reattore atomico del continente africano (SAFARI 1) a Pelindaba, nei pressi della capitale Pretoria. Motivò tale decisione affermando che per lui sarebbe stato «...impossibile appoggiare in qualche modo il regime razzista dell'apartheid e la discriminazione e oppressione della popolazione nera». Quando, nel 2001, Miriam Makeba, in occasione del ricevimento della Medaglia Otto Hahn per la Pace per la sua lotta contro l'apartheid e per i suoi meriti in favore dei diritti umani in Sudafrica, ne venne a conoscenza, reagì in modo spontaneo con un apprezzamento emotivo: «Oh, mi sarebbe piaciuto! Un grand'uomo! Era veramente un mio fratello!»

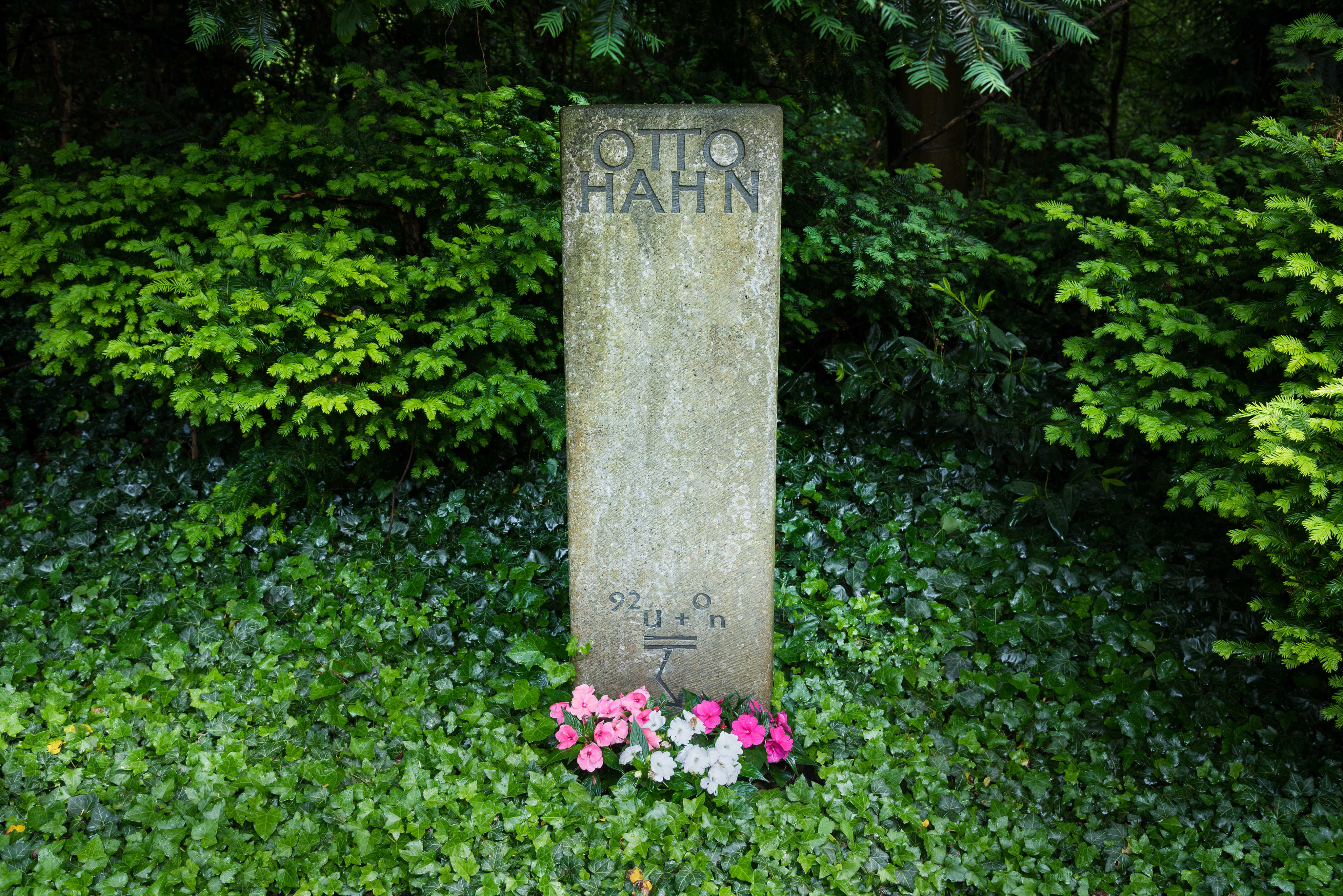
Tomba di Otto Hahn, cimitero di Gottinga

### Honoris causa
Otto Hahn, dal 1960 presidente onorario della Società Max Planck, fu uno dei scienziati più altamente decorati di tutti i tempi e ottenne numerose onorificenze statali e lauree honoris causa accademiche in tutto il mondo.
Era membro o membro onorario di 45 accademie e società scientifiche (fra le quali l'Università di Cambridge, la Physical Society, la Royal Society ed il University College a Londra, la Società Rumena di Fisica a Bucarest, la Reale Società di Chimica e Fisica a Madrid, il CSIC a Madrid, la Società Tedesca di Fisica (DPG), la Società Tedesca di Chimica (GDCh), la Società Tedesca Bunsen di Chimica fisicale (DBG), il 'Consiglio Giapponese contro le armi A e H' a Tokyo e l'accademie di Allahabad (India), Bangalore (India), Berlino, Boston (USA), Bucarest, Copenaghen, Halle, Helsinki, Lisbona, Madrid, Magonza, Monaco, Stoccolma, Roma, Vaticano, Vienna ecc.), e nel corso della sua vita ottenne 37 alte onorificenze o medaglie nazionali e internazionali, fra le quali le Medaglie d'Oro "Hermann Emil Fischer", "Stanislao Cannizzaro", "Niccolò Copernico", "Max Planck", "Antoine Henri Becquerel", "Paracelso", "Marie Curie", "Ugo Grozio", "Fritz Haber", "Adolf von Harnack", e "Hermann von Helmholtz", la Medaglia d'Oro del Massachusetts General Hospital a Boston, la Medaglia del Faraday Lectureship Prize della Royal Society of Chemistry a Londra, l'Ordine al Merito Culturale della Romania, la Classe della Pace dell'Ordine Pour le Mérite, l'Ordine del Salvatore del Regno di Grecia, a Londra l'Ordine dell'Impero Britannico, l'Ordine di Leopoldo del Regno del Belgio, le due Gran Croci dell'Ordine al Merito di Germania e, dal presidente francese Charles de Gaulle, il rango di Ufficiale della Legion d'onore.
Nel 1961 Papa Giovanni XXIII gli conferì a Roma la Medaglia d'Oro della Pontificia Accademia delle Scienze, e nel 1966 ottenne dal Presidente statunitense Lyndon B. Johnson e della United States Atomic Energy Commission a Washington il Premio Enrico Fermi.
Otto Hahn era cittadino onorario delle città di Francoforte sul Meno e di Gottinga e del Land e della città di Berlino. Nel 1957 è stato eletto cittadino onorario della città di Magdeburgo (DDR), e nel 1958 membro onorario dell'Accademia Sovietica delle Scienze a Mosca, ma non accettava queste onorificenze.

## Morte
Nel 1959 diverse personalità della vita pubblica, cui si aggiunse anche il Partito Liberale Democratico (FDP), proposero Otto Hahn per la carica di Presidente della Repubblica Federale Tedesca, quale successore del suo amico Theodor Heuss. Ma lui rifiutò per motivi di età, con le famose parole ironiche: «È fuori discussione. Due ottantenni a Bonn? Uno è già più che sufficiente...» (Il cancelliere tedesco Adenauer aveva 83 anni).
Morì il 28 luglio 1968 a Gottinga. Il giorno successivo la Società Max Planck pubblicò su tutti i maggiori quotidiani il seguente annuncio:

## Postumo

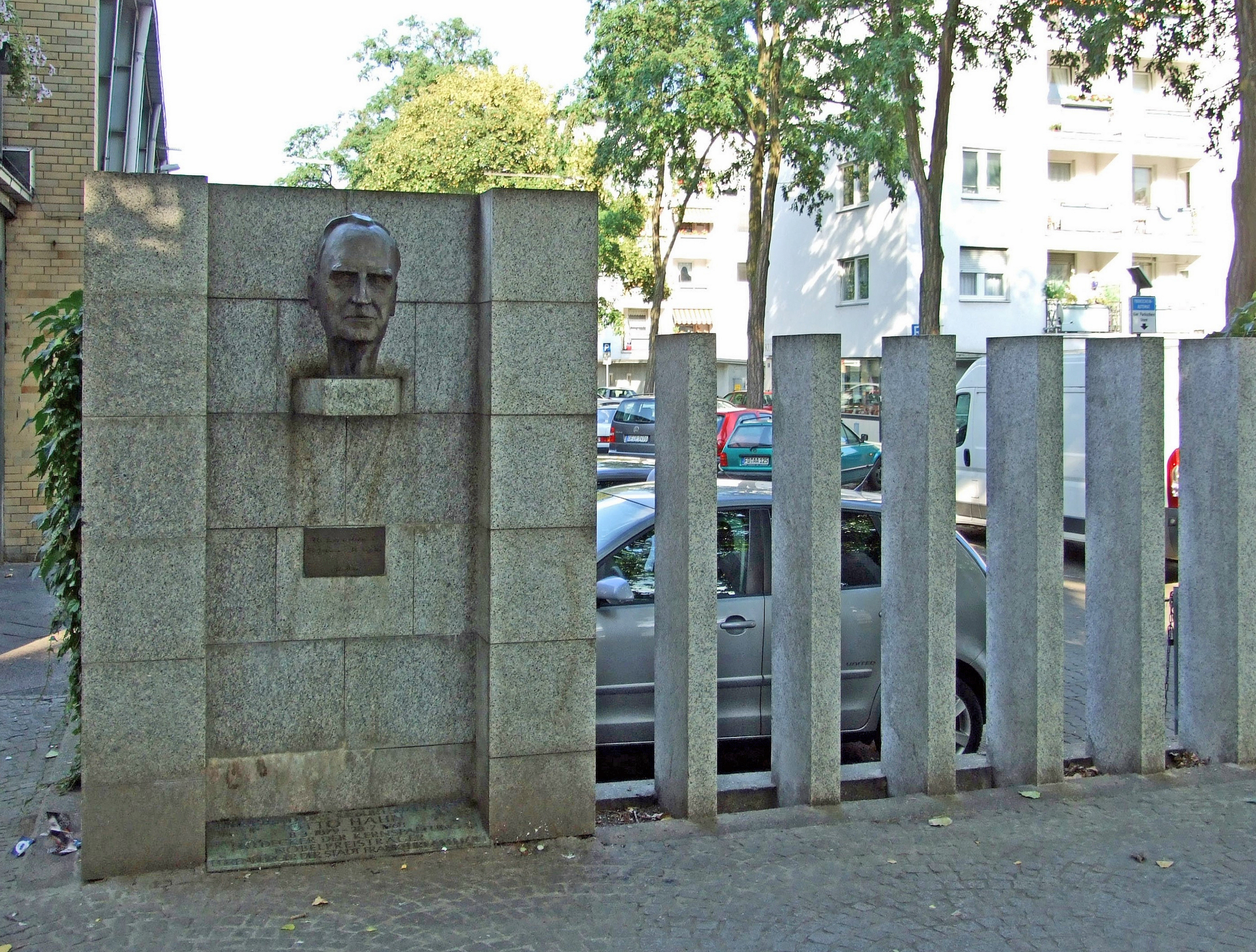
Monumento a Otto Hahn a Francoforte sul Meno

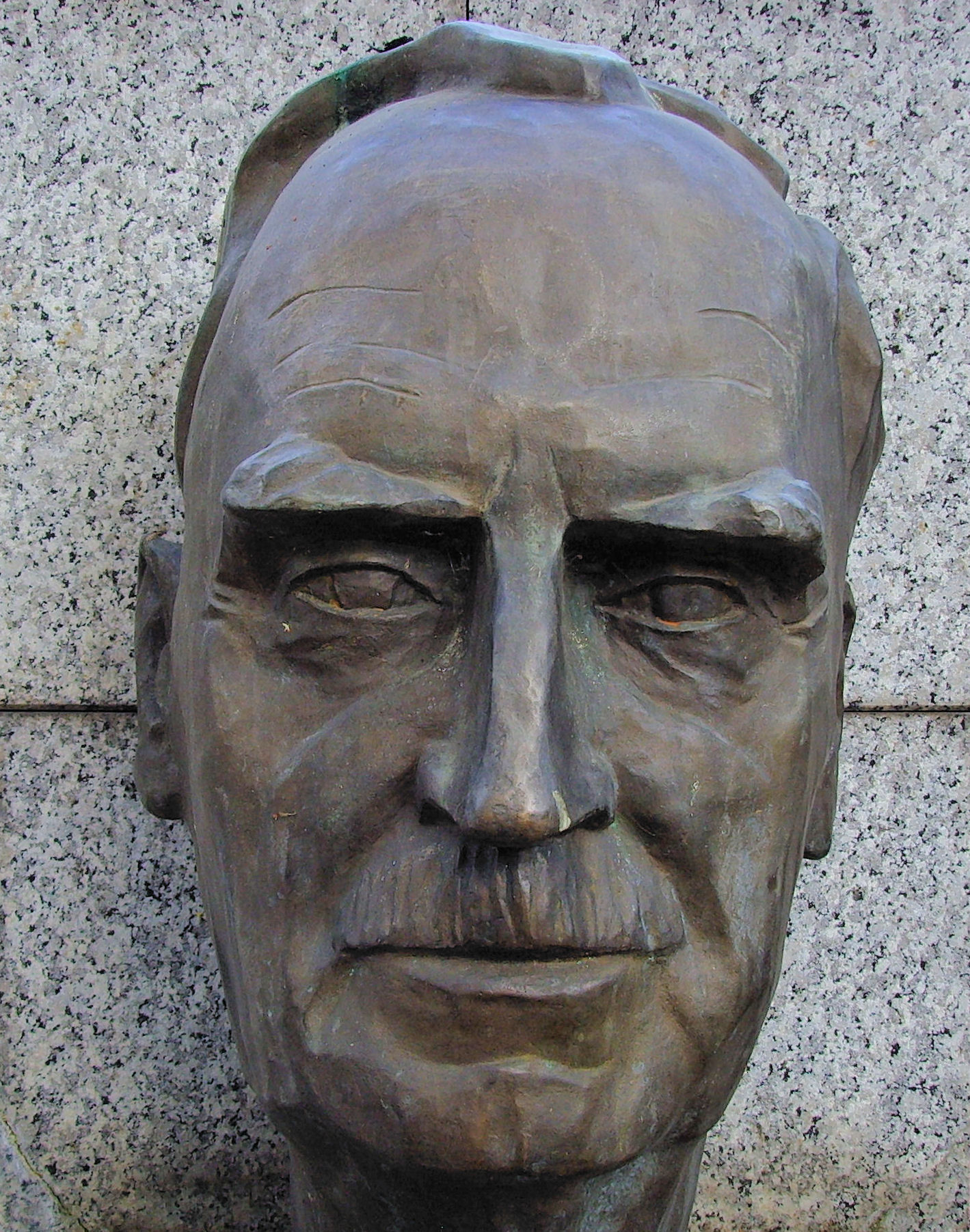
Busto di Knud Knudsen

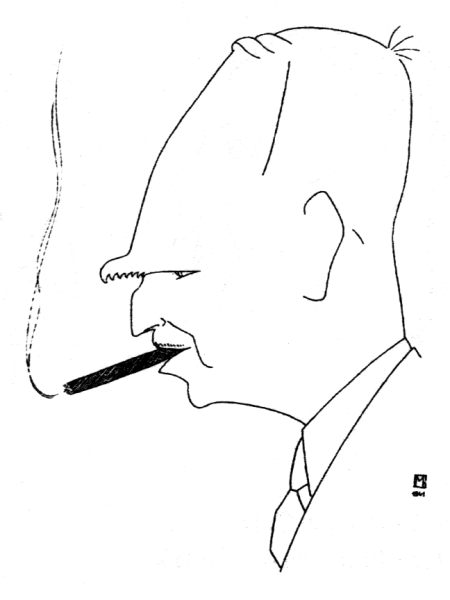
Caricatura di Gheorghe Manu, Romania

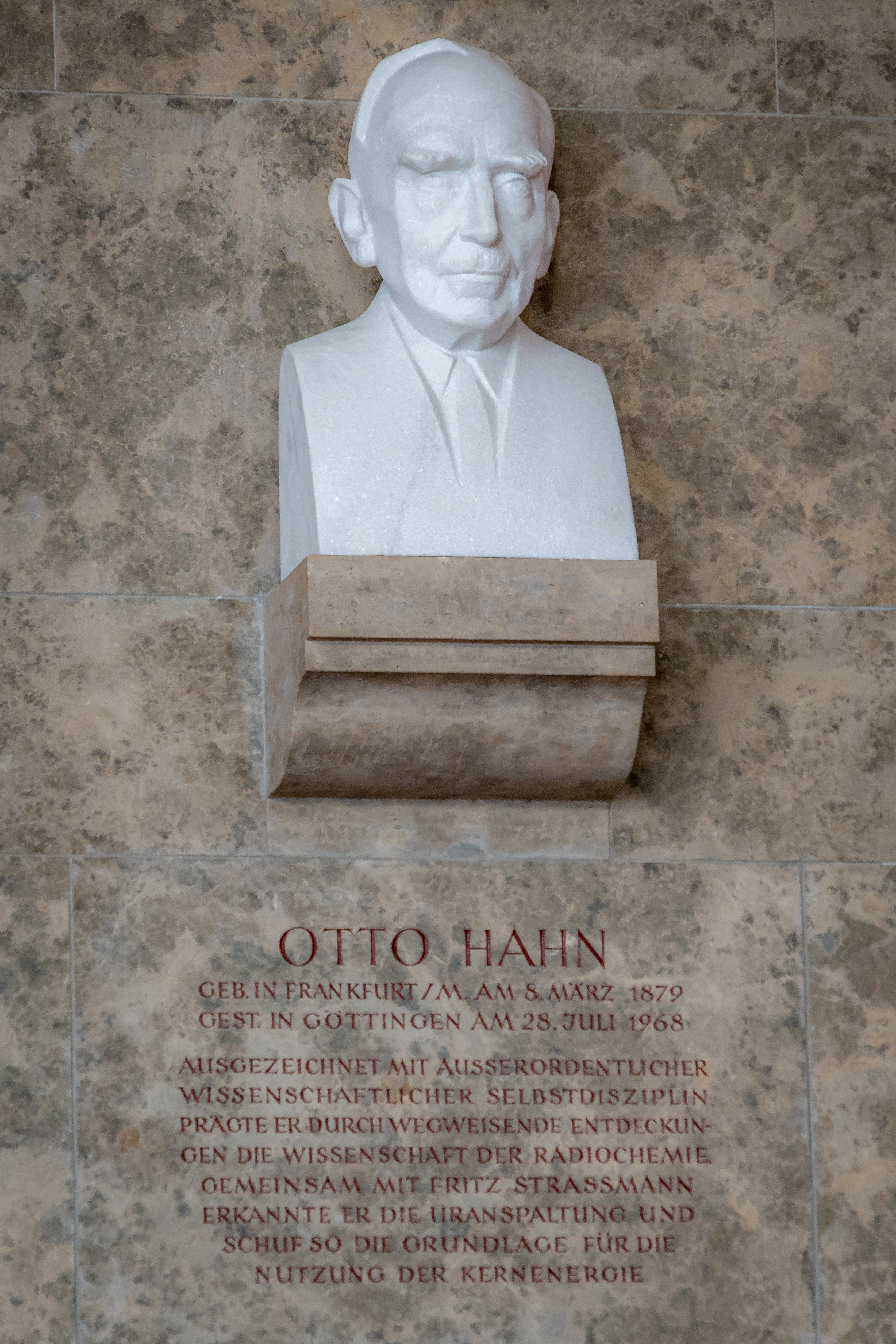
Busto di Otto Hahn al Deutsches Museum di Monaco di Baviera

Due anni dopo la sua morte, degli scienziati americani proposero che il nuovo elemento sintetizzato n. 105 venisse chiamato Hahnio in suo onore, ma nel 1997 la IUPAC lo chiamò definitivamente Dubnio, dal nome del centro di ricerche russo a Dubna. Inoltre, nel 1964 il suo nome venne dato all'unica nave ad energia nucleare d'Europa, il mercantile atomico NS Otto Hahn, così come, nel 1971, a due InterCity delle Ferrovie Tedesche (sulla tratta Amburgo-Basilea). In suo onore e in sua memoria sono stati istituiti i seguenti riconoscimenti: il Premio Otto Hahn, la Medaglia Otto Hahn e la Medaglia Otto Hahn per la Pace.
Numerose città e comuni di area linguistica tedesca hanno intitolato a lui scuole unificate, istituti tecnici e licei-ginnasi, ed un numero incalcolabile di vie, piazze e ponti in Europa portano il suo nome. Diversi stati lo hanno onorato con la coniazione di medaglie e monete e l'emissione di francobolli (fra gli altri, la Repubblica Federale di Germania, la Repubblica Democratica Tedesca, gli Stati Uniti d'America, Angola, Cuba, Austria, Dominica, Romania, Portogallo, Moldavia, Ciad, Madagascar, Ghana, Ungheria, Somalia, Guinea-Bissau, Saint Vincent e Grenadine).
Otto Hahn è immortalato sulla Scalinata di Francoforte (Frankfurter Treppe). Con il suo nome è stata anche battezzata un'isola nell'Antartide ("Hahn Island", nei pressi del Mt. Discovery), così come la "Biblioteca Otto Hahn" di Gottinga e l'Istituto Max Planck per la Chimica di Magonza ("Istituto Otto Hahn"). Nel marzo 1959, a Berlino, in presenza degli stessi scienziati, l'allora borgomastro Willy Brandt inaugurò l'"Istituto Hahn-Meitner per la Ricerca Nucleare" (HMI), mentre nel 1974, quale riconoscimento dei meriti particolari di Otto Hahn nel miglioramento delle relazioni israelo-tedesche, un'ala dell'Istituto Weizmann per le Scienze di Rehovot, in Israele, prese il nome di "Otto Hahn Wing", e nelle Filippine, presso l'università St. Louis nella città di Baguio, un centro di ricerche porta il nome "Otto Hahn Building".
In diverse città e comuni sono stati scoperti in suo onore busti, monumenti e lapidi commemorative, come a Albstadt-Tailfingen, Ankara (Turchia), Berlino (est e ovest), Boston (USA), Francoforte sul Meno, Gottinga, Gundersheim, Magonza, Marburgo, Monaco (nella sala d'onore del 'Deutsches Museum'), Rehovot (Israele), Punta San Vigilio (Lago di Garda) e Vienna (nel foyer della International Atomic Energy Agency IAEA).
L'Unione Astronomica Internazionale (IAU) ha onorato Hahn assegnando il suo nome ad un cratere lunare (assieme al conte Friedrich von Hahn) e ad un cratere marziano, a due asteroidi n. 2962 Otto e n. 3676 Hahn e, su proposta dell'astronomo Freimut Börngen, al piccolo pianeta n. 19126 Ottohahn. Un onore particolare è toccato ad Hahn nei Paesi Bassi: dopo che un cactus (Trichocereus echinopsis Otto Hahn) ed un'azalea (Rhododendrum luteum Otto Hahn) portavano già il suo nome, dei coltivatori olandesi hanno battezzato una nuova rosa ottohahniana. Da parecchi anni esiste anche un ristorante e bar col nome "Café Otto Hahn" nel centro di Rotterdam (Paesi Bassi). Persino a un cocktail, popolare soprattutto negli anni 1950 e 1960, venne dato il suo nome: il cocktail "Otto Hahn" è composto da due parti uguali di whisky (per esempio, Balvenie, Bushmills, Macallan) e Rich Golden-Sherry (per esempio, Harveys, Osborne, Sandeman) e viene servito in bicchieri da cognac preriscaldati.
Nel 1999, il settimanale di informazione FOCUS pubblicò i risultati di un sondaggio svolto tra 500 scienziati naturalisti, ingegneri e medici di primo piano, ai quali era stato chiesto di indicare gli scienziati più importanti del XX secolo. Otto Hahn, come chimico sperimentale,
si piazzò con 81 punti al terzo posto, dopo i fisici teorici Albert Einstein e Max Planck, risultando così eletto come il più significativo naturalista empirico del suo tempo. (FOCUS n. 52, 1999, pag. 103-108).
Il retaggio professionale di Otto Hahn si trova presso l'Archivio Storico della Società Max Planck.

## Pubblicazioni
Una selezione:
- 1918: Die Muttersubstanz des Actiniums, ein neues radioaktives Element von langer Lebensdauer (con Lise Meitner)
- 1926: Was lehrt uns die Radioaktivität über die Geschichte der Erde?
- 1936: Applied Radiochemistry (Cornell University Press, Humphrey Milford London, Oxford University Press)
- 1948: Von der natürlichen Umwandlung des Urans zu seiner künstlichen Zerspaltung
- 1948: Die Kettenreaktion des Urans und ihre Bedeutung
- 1948: Künstliche neue Elemente
- 1950: Die Nutzbarmachung der Energie der Atomkerne
- 1962: Vom Radiothor zur Uranspaltung. Eine wissenschaftliche Selbstbiographie (autobiografia scientifica. Edizione italiana: Dal radiotorio alla fissione nucleare. Boringhieri, Torino)
- 1968: Mein Leben (autobiografia popolare)
- 1975: Erlebnisse und Erkenntnisse (postumo)

## Opinioni su Otto Hahn
- «Uno dei pochi che hanno resistito ed hanno fatto del loro meglio in questi anni tristi.» (Prof. Albert Einstein, Princeton, USA, 1949, sull'operato di Hahn dal 1933 al 1945).
- «Otto Hahn capiva come affrontare i problemi più difficili con i mezzi più semplici, guidato dal suo straordinario ingegno intuitivo e dalle sue altrettanto straordinarie e versatili conoscenze chimiche. Quante volte, durante i lunghi anni della nostra collaborazione, ho dovuto constatare che i problemi che il fisico si spiegava attraverso formule matematiche, lui li afferrava in modo puramente intuitivo.» (Prof. Lise Meitner, Stoccolma, 1949).
- «Uno degli uomini più nobili e fini che abbia conosciuto.» (Prof. Max Born, Bad Pyrmont, 1955).
- «Nella figura di Otto Hahn, Gottinga ha come il suo simbolo: scienza ed etica, spirito di ricerca e coscienza morale si fondono in questo nobile vegliardo, nel quale la parte migliore della Germania sembra riconoscere se stessa. Coi suoi settantotto anni, il chimico, cui si deve la scoperta della fissione dell'uranio e quindi, praticamente, l'apertura dell'era atomica, è uno dei personaggi di maggiore distinzione, di maggior fascino da me incontrati. Solo Thomas Mann, per l'esperienza che ho, aveva conservato nella tarda età un occhio altrettanto limpido e penetrante, pari amabilità e vivacità di tratto. Anche l'eleganza, quasi la civetteria, con cui Hahn si veste, mi fanno pensare alla irreprensibilità del vecchio Mann. Il nostro colloquio volge inavvertitamente alla politica. La purezza dello sguardo, la sua mitezza e fermezza, sotto le fitte sopracciglia, continuano ad affascinarmi.» (Dott. Giorgio Zampa: Lo scienziato Otto Hahn. Corriere della Sera, Milano, 1957).
- «La grande autenticità del suo carattere, la sua naturale gentilezza e il piacere di scherzare non lo hanno mai abbandonato, neanche in eventuali discussioni impegnative, di carattere scientifico o umano che fossero". (Prof. Lise Meitner, Stoccolma, 1959).
- «È stato concesso a pochi uomini di portare alla scienza ed alla intera umanità contributi dell'importanza di quelli di Otto Hahn. I suoi lavori coprono l'arco di quasi due generazioni, da quando, agli inizi della radiochimica, egli ebbe un'importanza fondamentale nell'affrontare e risolvere i complessi problemi della radioattività naturale, fino alla sua rivoluzionaria scoperta della fissione dell'uranio. Credo che sia lecito definire Otto Hahn il padre della radiochimica e della disciplina che ne è nata, la chimica nucleare.» (Prof. Dr. Glenn Theodore Seaborg, Premio Nobel per la chimica 1951, Presidente della United States Atomic Energy Commission, Washington, 1966).
- «Sebbene Otto Hahn fosse uno dei pochi scienziati che hanno fatto la storia e hanno determinato un'intera era della politica mondiale, egli non si sentì mai una personalità della politica mondiale.» (Prof. Manfred Eigen, Gottinga, 1968).
- «Il numero di coloro che potrebbero essere accostati a Otto Hahn è limitato. Se per lui il suo modo di agire era naturale, per le generazioni future può essere un modello, sia che di lui si ammiri il senso di responsabilità dell'uomo e dello scienziato che il coraggio personale. Trovare queste due qualità nella stessa persona era raro. Questa dote rara ha assicurato a Otto Hahn l'affetto e la venerazione dei suoi amici e dei suoi studenti, e ci auguriamo che diventi il traguardo desiderato di molti giovani anche dopo la sua morte.» (Prof. Fritz Strassmann, Magonza, 1968).
- «Otto Hahn ha seguito il suo difficile destino di uomo con un contegno incomparabile. Restò sempre esteriormente sereno, disponibile verso il prossimo in una inesauribile bontà d'animo, un modello meraviglioso di forza morale. Tutti coloro che hanno avuto occasione di conoscerlo, percepiranno il ricordo della sua personalità unica come prezioso possesso interiore.» (Prof. Berta Karlik, Vienna, 1969).
- «Chiunque conoscesse Otto Hahn, lo ammirava sia come scienziato nel suo lavoro che come uomo nel suo agire e nel suo modo di pensare. Era un modello nel suo essere coscienzioso e al tempo stesso conquistava i cuori per la sua bontà e modestia.» (Prof. Manfred von Ardenne, Dresda, 1978).
- «Ho pensato spesso che avrebbe meritato un secondo premio Nobel, il premio Nobel per la pace.» (Prof. Elisabeth Rona, Miami (USA), 1978).
- «Non avendo mai dimenticato la persecuzione degli ebrei nel Terzo Reich, approfittò della prima occasione per stabilire relazioni con il nuovo Stato d'Israele. Si trattava del suo ultimo viaggio importante, che lo segnò in modo indimenticabile.» (Prof. Wolfgang Gentner, Heidelberg, 1979).
- «Voglio dire semplicemente che è il più ammirevole fra gli scienziati che io conosca. La grandezza del suo carattere, la sua perspicacia e l'assoluta onestà e umiltà della sua persona non si ritroveranno facilmente.» (Prof. Otto Haxel, Heidelberg, 1987).
- «L'umanità non può alla lunga vivere con la conoscenza della fissione nucleare e dell'istituzione della guerra nello stesso tempo. Questa consapevolezza accompagnò gli ultimi decenni di vita di Otto Hahn. Averla conservata in modo cosciente fu il suo contributo all'indispensabile evoluzione delle coscienze del nostro tempo. Fu il suo regalo all'umanità.» (Prof. Carl Friedrich von Weizsäcker, Starnberg, 1988).

## Onorificenze
(una selezione)

### Filmografia
Documentari:
- Otto Hahn - (Reihe: Träume, die keine blieben) Regie: Ernst von Khuon. SDR/ARD 1983 (30 min).
- Lise Meitner - (Reihe: Träume, die keine blieben) Regie: Ernst von Khuon. SDR/ARD 1984 (30 min).
- Otto Hahn - Regie: Wilfried Viebahn. WDR/ARD 1988 (45 min).
- Otto Hahn - Regie: Wilfried Viebahn. WDR 1988 (15 min).
- Otto Hahn - Regie: Klaus Dexel. SDR 1988. (45 min).
- Otto Hahn 1879-1968 - Regie: Peter Regenyi. Transtel / Deutsche Welle 1989 (30 min). (In fünf Synchronfassungen - englisch, spanisch, französisch, portugiesisch und arabisch - weltweit gesendet)
- Otto Hahn und die Kernspaltung - (Meilensteine der Naturwissenschaft und Technik)) Regie: Werner Kiefer. Target/ARD 1992 (15 min).
- Otto Hahn - 25. Todestag (Das historische Stichwort) Regie: Joachim G. Schmidt. BR 1993. (5 min).
- Otto Hahn und Lise Meitner - Von der Kernspaltung zur Atombombe - Regie: Rhan Gunderlach. Zebra/Deutsche Welle 1995 (30 min).
- Lise Meitner und Otto Hahn - Regie: Rosemary Reed. BBC 2005. Deutsche Fassung: ZDF 2006 (45 min).

Film:
- Ende der Unschuld. - BR Deutschland 1991. (2 parti. ARD, 180 min) Regia: Frank Beyer. Libro: Wolfgang Menge. Con Rolf Hoppe (Otto Hahn) e Hanne Hiob (Lise Meitner) u.a.